# Greg Moore
Greg Moore, född den 22 april 1975 i New Westminster, British Columbia, Kanada, död den 31 oktober 1999 i Fontana, Kalifornien, USA, var en racerförare från Kanada som körde i CART World Series. Han omkom i en olycka 1999 under Marlboro 500 på Fontana. Han vann fem Champ Car-race.

## Racingkarriär
Moore vann Indy Lights i suverän stil 1995, och fick därefter ett kontrakt med Forsythe Racing i CART. Han tog ett par pallplatser under sin debutsäsong 1996, och slutade på nionde plats totalt, och tvåa i rookiemästerskapet. 1997 innebar den unge kanadensarens genombrott på allvar, bl.a. genom att vinna två raka race; Milwaukee och Detroit. Hans framgångar tog slut halvvägs, och han föll ned till en sjundeplats i mästerskapet, men han hade fått sitt genombrott på allvar.
Inledningsvis av 1998 såg det ut som om Moore skulle kunna vinna titeln då han vann i Brasilien, och radade upp pallplaceringar. Han ledde till och med serien inledningsvis, men återigen hängde teamet inte med i utvecklingen och Moore slutade till slut femma, trots att ha vunnit det prestigefyllda Michigan 500, med ett par tusendelar före Jimmy Vasser.
1999 inleddes på bästa sätt med seger i Homestead, och en mästerskapsledning. Senare visade det sig att stallet klarade sig ännu sämre på utvecklingssidan, och Mercedesmotorn räckte inte till, så Moore bestämde sig för att tacka ja till ett kontrakt med Marlboro Team Penske till 2000. En av anledningarna var att de hade säkrat en Hondamotor, som vid tidpunkten dominerade.
Den 31 oktober 1999 avslutades säsongen på California Speedway. Trots att Moore dagen före tävlingen skadat ena handen i en skoterolycka, ställde han upp i tävlingen, och han körde upp sig från sista plats till fjortonde på bara några minuter när katastrofen inträffade på det tionde varvet. Moore tappade kontrollen över bilen som åkte av banan och kraschade in i en mur på innerplan. Han fick omedelbar hjälp av det medicinska teamet på plats men hans liv stod inte att rädda. Han avled i helikoptern på väg till sjukhuset till följd av svåra huvud- och inre skador.

## Champ Car

### Segrar
| Nr | Bana           | År   |
| -- | -------------- | ---- |
| 1  | Milwaukee      | 1997 |
| 2  | Detroit        | 1997 |
| 3  | Rio de Janeiro | 1998 |
| 4  | Michigan       | 1998 |
| 5  | Homestead      | 1999 |

### Andraplatser
| Nr | Bana             | År   |
| -- | ---------------- | ---- |
| 1  | Nazareth         | 1996 |
| 2  | Surfers Paradise | 1997 |
| 3  | Rio de Janeiro   | 1997 |
| 4  | Mid-Ohio         | 1997 |
| 5  | Homestead        | 1998 |
| 6  | Fontana          | 1998 |
| 7  | Milwaukee        | 1999 |

### Tredjeplatser
| Nr | Bana             | År   |
| -- | ---------------- | ---- |
| 1  | Surfers Paradise | 1996 |
| 2  | Cleveland        | 1996 |
| 3  | Nazareth         | 1998 |
| 4  | Gateway          | 1998 |
| 5  | Detroit          | 1999 |

### Pole positioner
| Nr | Bana      | År   |
| -- | --------- | ---- |
| 1  | Homestead | 1998 |
| 2  | Gateway   | 1998 |
| 3  | Detroit   | 1998 |
| 4  | Houston   | 1998 |
| 5  | Homestead | 1999 |

### Snabbaste varv
| Nr | Bana           | År   |
| -- | -------------- | ---- |
| 1  | Homestead      | 1996 |
| 2  | Rio de Janeiro | 1996 |
| 3  | Fontana        | 1997 |
| 4  | Nazareth       | 1998 |
| 5  | Mid-Ohio       | 1998 |
| 6  | Fontana        | 1998 |